# Saint-Martin-des-Entrées
 Saint-Martin-des-Entrées  es una población y comuna francesa, situada en la región de Baja Normandía, departamento de Calvados, en el distrito de Bayeux y cantón de Bayeux.

## Demografía
| 317 | 291 | 313 | 458 | 487 | 500 |
| Para los censos de 1962 a 1999 la población legal corresponde a la población sin duplicidades (Fuente: INSEE [Consultar]) |     |     |     |     |     |